# Killer (album av Crystallion)
Killer är det tyska power metal-bandet Crystallions fjärde studioalbum, utgivet i mars 2013, först i egenregi och sedan på Venus Works Media.
Albumet var det sista med sångaren Thomas Strübler och innebar en viss musikalisk förskjutning från bandets traditionella power metal till en mer renodlad heavy metal. 

## Låtlista
1. "Run" – 5:09
2. "Far Cry" – 4:07
3. "Dead on Arrival" – 3:38
4. "Heat of a Thousand Flames" – 4:22
5. "Ready to Strike" – 3:39
6. "Killer" – 4:57
7. "S.O.S." – 4:51
8. "I'm Alive" – 4:41
9. "Push Comes to Shove" – 3:48
10. "Change Your Heart" – 5:03
11. "Full Moon Fever" – 3:49
12. "The Unwanted" – 3:34

## Medverkande
Musiker
- Thomas Strübler – sång
- Patrick Juhász – gitarr
- Steven Hall – basgitarr
- Manuel Schallinger – keyboard
- Martin Herzinger – trummor

Bidragande musiker
- Helmut "Slide" Stumbecker – bakgrundssång
- Inem – bakgrundssång

Produktion
- Steven Hall – producent, låttexter
- Martin Herzinger – producent, omslagskonst
- Claudia Spitzer – inspelningstekniker
- Philip Preuss – mixning
- Christian Jungebluth – mastering